# Катастрофа Vickers VC10 в Лагосе
Катастрофа Vickers VC10 в Лагосе — крупная авиационная катастрофа, произошедшая 20 ноября 1969 года. Авиалайнер Vickers VC10-1101 авиакомпании Nigeria Airways выполнял межконтинентальный рейс WT825 по маршруту Лондон—Рим—Кано—Лагос, но при заходе на посадку в пункте назначения рухнул на землю около аэропорта Лагоса. Погибли все находившиеся на его борту 87 человек — 76 пассажиров и 11 членов экипажа.

## Самолёт
Vickers VC10-1101 (регистрационный номер 5N-ABD, серийный 804) совершил свой первый полёт 8 ноября 1962 года. 8 декабря 1964 года был передан авиакомпании British Overseas Airways Corporation (BOAC), в которой получил бортовой номер G-ARVA. С 1964 по 1966 годы сдавался в лизинг авиакомпании Nigeria Airways. 29 сентября 1969 года снова был зафрахтован Nigeria Airways и был перерегистрирован (борт 5N-ABD). Оснащён четырьмя турбореактивными двигателями Rolls-Royce Conway 540. На день катастрофы налетал 18 431 час.

## Экипаж
Состав экипажа рейса WT825 был таким:
- Командир воздушного судна (КВС) — 56-летний Валентайн Мур (англ. Valentine Moore), южноафриканец. Очень опытный пилот, проходил службу в ВВС Южно-Африканской Республики. В авиакомпании Nigeria Airways проработал 1 месяц (устроился в неё в октябре 1972 года). Налетал 15 173 часа, 3323 из них на Vickers VC10.
- Второй пилот — 30-летний Джон Уоллис (англ. John Wallis), угандец. Опытный пилот, в авиакомпанию Nigeria Airways устроился за несколько дней до катастрофы. Налетал свыше 3500 часов, свыше 900 из них на Vickers VC10.
- Штурман — 49-летний Бэйзил Пейтон (англ. Basil Payton), британец.
- Бортинженер — 50-летний Джордж Бейкер (англ. George Baker), британец.

В салоне самолёта работали 7 бортпроводников.

## Катастрофа
Рейс 825 следовал из Лондона в Лагос с промежуточными остановками в Риме и Кано. VC-10 с невыпущенными шасси и закрылками врезался в деревья в 13 километрах от взлётно-посадочной полосы №19 и полностью разрушился.
Все 76 пассажиров и 11 членов экипажа на его борту погибли. Катастрофа рейса 825 стала первой авиакатастрофой в истории самолёта Vickers VC10.

## Расследование
Среди обломков лайнера были обнаружены три единицы автоматического оружия. Это вызвало слух, что между заключёнными и двумя охранниками произошёл конфликт, что и стало причиной катастрофы, но эксперт-баллист провёл экспертизу, которая показала, что из оружия до момента катастрофы никто не стрелял.
Причина катастрофы не была точно определена (бортовые самописцы не работали в момент катастрофы), но более вероятная версия, что катастрофа рейса 825 произошла из-за ошибочных действий экипажа, который не знал фактическую высоту самолёта во время посадки (лайнер летел ниже безопасной зоны, не имея при этом визуального контакта с землёй). Усталость пилотов могла быть сопутствующим фактором.